# السرب 303 (فلم)
فيلم اسرب 3030 303 Squadron  هو فيلم حرب عن السيرة الذاتية لعام 2018 من إخراج دينيس ديليتش، وكتبه جاسيك سامويوفيتش، وكرزيستوف بوردزا، وتوماس كيبسكي، وأنتج بواسطة سامويوفيتش. تم إنتاجه بواسطة فيلم ميديا في بولندا والمملكة المتحدة، وتوزيعه بواسطة Mówi Serwis، ويتميز بحوارات باللغات الإنجليزية والبولندية والألمانية والفرنسية. الفيلم مأخوذ عن كتاب عام 1942 السرب 303 للكاتب أركادي فيدلر. وهو يصور تاريخ أعضاء السرب رقم 303، السرب البولندي التابع لسلاح الجو الملكي، الذي قاتل في معركة بريطانيا خلال الحرب العالمية الثانية. تم عرض الفيلم لأول مرة في 31 أغسطس 2018 

## القصة
عام 1940 خلال الحرب العالمية الثانية وبعد غزو بولندا وسقوط فرنسا، هرب طيارو القوات الجوية البولندية إلى المملكة المتحدة، حيث انضموا إلى القوات الجوية الملكية. وأصبحوا أعضاء في السرب رقم 303 وهو السرب البولندي 303، الذي شارك في معركة بريطانيا ضد ألمانيا النازية لوفتفافه. في البداية، كان الضباط البريطانيون مترددين تجاه الطيارين البولنديين، لكنهم نجحوا في التغلب عليهم تدريجيًا بنجاحاتهم في القتال. ومن بين الطيارين البولنديين قائد السرب فيتولد أوربانوفيتش والطيار جان زومباخ.

## الشخصيات
- بيوتر أدامكزيك في دور فيتولد أوربانوفيتش
- ماسيج زاكوسيلني في دور جان زومباخ
- كارا ثيوبولد في دور فيكتوريا براون
- أنتوني كروليكوفسكي في دور فيتولد لوكوتشيوسكي
- أندرو وودال في دور توماس جونز
- آنا بروس في دور جاجودا كوتشان
- كرزيستوف كوياتكوفسكي في دور ميروسلاف فيريتش
- جون كاي ستيل في دور ستانلي فنسنت
- جان فيكزوركوفسكي في دور لودفيك فيتولد بازكيويتز
- مارسين كواسني في دور جون أ. كينت
- ستيفن مينيكيس في دور هيرمان فون أوستي
- بيوتر ويتكوفسكي في دور رودولف كناج
- كيرك باركر في دور أثول فوربس
- ماسيج سايموريك في دور جوزيف فرانتيشيك
- Sławomir Mandes في دور Tadeusz Andruszków
- توماش مانديز في دور ليوبولد بامولا
- نيكوديم روزبيكي في دور ستانيسلاف كاروبين
- Wacław Warchoł في دور Zdzisław Henneberg
- ألكسندر فروبيل في دور جان داسزيوسكي
- هيوبرت ميلكوفسكي في دور Kazimierz Wünsche
- Maciej Marczewski في دور Zdzisław Krasnodębski
- روبرت تشيبوتار في دور المهندس كوتشان
- جيمي هند في دور الملك جورج السادس
- Jacek Samojłowicz في دور هيرمان جورينج
- Krzysztof Franieczek في دور Lützow
- وينانتي نوسول في دور أنسيل
- كرزيستوف روركا في دور أركادي فيدلر

## الإنتاج

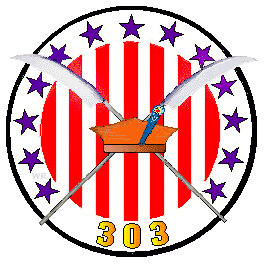
تصميم شارة الشرف لسرب فان جوخ 303

الفيلم مأخوذ عن كتاب صادرعام 1942 السرب 303 للكاتب أركادي فيدلر. ويصور تاريخ أعضاء السرب رقم 303، السرب البولندي التابع لسلاح الجو الملكي، الذي قاتل في معركة بريطانيا خلال الحرب العالمية الثانية. الفيلم من إخراج دينيس ديليتش، وكتبه جاسيك سامويوفيتش وكرزيستوف بوردزا وتوماس كيبسكي، ومن إنتاج سامويوفيتش. تم التصوير السينمائي بواسطة فالديمار سميت، والسينوغرافيا بواسطة ماريان زفالينسكي، والأزياء بواسطة مالغورزاتا سكوروبا، والتحرير بواسطة بيتر ديفاني فلاناغان ومارسين باستكوفسكي.
بدأت الاستعدادات للإنتاج في فبراير 2016. بدأ التصوير في 10 أغسطس 2016 واستمر حتى 17 أكتوبر 2017. تم إنتاجه بواسطة Film Media في بولندا والمملكة المتحدة وتوزيعه بواسطة Mówi Serwis. تم تصوير المشاهد في بولندا، في كونستانسين جيزورنا، درفاليو، أوبوري، وارسو ( جامعة وارسو لعلوم الحياة ومسرح سابات )، وكراكوف ( متحف الطيران البولندي ).
لانتاج الفيلم تم استئجار طائرة هوكر إعصار Mk.XII، ودي هافيلاند تايغر موث. كما تم تصنيع نسختين طبق الأصل من طائرات هوكر هوريكان. بعد انتهاء التصوير، تم التبرع بها إلى متحف السرب 303 في نابليون، محافظة سيليزيا، ومتحف أركادي فيدلر في Puszczykowo، محافظة بولندا الكبرى.
تمت ترقية الفيلم بأغنية " Tylko Ty " للمخرج إديثا غورنياك، والتي تم إصدارها في 27 أغسطس 2018  تم عرض الفيلم في 31 أغسطس 2018.

## أنظر أيضا
- الإعصار (فيلم 2018) ، فيلم ذو فكرة مشابهة تم إصداره أيضًا في عام 2018

## الملاحظات
1. ↑  بولندا: Dywizjon 303. Historia prawdziwa, literally meaning 303 Squadron. The True Story

## روابط خارجية
- 303 سرب على موقع IMDb (الإنجليزية)
- سرب 303 على filmpolski.pl (باللغة البولندية)
- 303 سرب على Filmweb (باللغة البولندية)